# Upsilon2 Eridani
Pour les étoiles possédant cette désignation de Bayer, voir Upsilon Eridani.
Désignations
Upsilon2 Eridani (υ2 Eridani / υ2 Eri) est une étoile géante de la constellation de l'Éridan. Elle a une magnitude apparente de 3,82 et est située à environ 214 années-lumière de la Terre. Elle porte également les noms traditionnels Theemin (ou Theemim) et Beemin,. Theemin est le nom qui a été formellement adopté par l'Union astronomique internationale le 1er février 2017, Beemim ayant pour sa part été attribué à Upsilon3 Eridani.
Upsilon2 Eridani est une étoile géante jaune évoluée de type spectral G8+III. C'est une étoile du red clump, ce qui signifie qu'elle génère son énergie par la fusion de l'hélium dans son noyau. Son rayon est 12 fois plus grand que le rayon solaire et elle est 149 fois plus lumineuse que le Soleil.